# Rechtsschutzversicherung
Eine Rechtsschutzversicherung ist ein privatrechtlicher Versicherungsvertrag, bei dem der Versicherer gegen Prämienzahlung des Versicherungsnehmers verpflichtet ist, die erforderlichen Leistungen für die Wahrnehmung der rechtlichen Interessen des Versicherten im vereinbarten Umfang zu erbringen. Die speziellen Rechte, Pflichten und Obliegenheiten der Vertragsparteien eines Rechtsschutzversicherungsvertrages bestimmen sich nach dem Versicherungsvertragsgesetz (VVG) und dessen vertraglichen Vereinbarungen, die regelmäßig in Form von Allgemeinen Geschäftsbedingungen geschlossen werden. Der Gesamtverband der Deutschen Versicherungswirtschaft (GDV) veröffentlichte mit den Allgemeinen Bedingungen für die Rechtsschutzversicherung (ARB 2021) letztmals im August 2022 aktualisierte unverbindliche Musterbedingungen, die in der Praxis häufige Verwendung finden. Für bestimmte Rechtsschutzversicherungsleistungen werden neben Allgemeinen vielfach auch besondere Bedingungen vereinbart.

## Leistungsumfang
Ohne Deckungsbegrenzung oder bis zu der im Vertrag vereinbarten Deckungssumme (im Regelfall 500.000 € je Rechtsschutzfall) übernehmen die Rechtsschutzversicherer folgende Kosten:
- die gesetzlichen Anwaltsgebühren des vom Versicherten frei wählbaren Rechtsanwaltes
- Zeugengelder/Sachverständigenhonorare (nicht für außergerichtliche Privatgutachten)
- Gerichtskosten
- Kosten des Gegners, soweit der Versicherungsnehmer diese übernehmen muss
- Kosten der Zwangsvollstreckung

Auch Strafkautionen – in der Regel bis zu 50.000 € – werden übernommen, um den Versicherungsnehmer vor dem Strafvollzug zu schützen. Nicht übernommen werden Geldstrafen und Bußgelder.
Überwiegend werden Selbstbeteiligungen vereinbart; typische Selbstbehaltshöhen sind 150 bis 250 € je Rechtsschutzfall.
Ob durch eine geringe Mehrprämie die Selbstbeteiligung auszuschließen ist, sollte bei Vertragsabschluss geklärt werden. Die von manchen Rechtsschutzversicherungen verwendete Klausel, nach der eine Rückstufung in eine höhere Selbstbeteiligungsklasse entfällt, wenn der Versicherte einen von der Versicherung empfohlenen Rechtsanwalt wählt, war nach einem Urteil des OLG Bamberg unwirksam. Der BGH teilte diese Ansicht nicht. Ein Schadenfreiheitssystem mit variabler Selbstbeteiligung verstoße nicht gegen den Grundsatz der freien Anwaltswahl, wenn die Entscheidung über die Auswahl des Rechtsanwalts beim Versicherungsnehmer liegt und die Grenze unzulässigen psychischen Drucks nicht überschritten wird.
Der Versicherungsschutz gilt europaweit und auch in den Anliegerstaaten des Mittelmeeres, die nicht zu Europa gehören (Algerien, Marokko usw.), zudem auf dem zu Portugal gehörenden Madeira und den Azoren und auf den zu Spanien gehörenden Kanarischen Inseln. Viele Gesellschaften bieten bei sechs- bis zwölfwöchigen Auslandsaufenthalten auch weltweiten Versicherungsschutz. In diesen Fällen gilt häufig ein eingeschränkter Versicherungsschutz, z. B. werden ausschließlich eigene Anwaltsgebühren bis zum Dreifachen der Kosten eines deutschen Rechtsanwalts übernommen – die Versicherungssumme ist auf regelmäßig 30.000 € beschränkt.
Grundsätzlich gilt: Minderjährige Kinder sind mitversichert. Volljährige, unverheiratete Kinder sind mitversichert, wenn sie noch keine auf Dauer angelegte Berufstätigkeit aufgenommen haben. Bei volljährigen Kindern endet die Mitversicherung bei manchen Versicherern mit dem 25. oder 27. Geburtstag. Für volljährige Kinder besteht jedoch grundsätzlich kein Schutz als Halter, Mieter oder Fahrer eines Kraftfahrzeugs (Verkehrsrechtsschutz). Manche Versicherer haben auch den Verkehrsrechtsschutz für volljährige mitversicherte Kinder ohne Mehrkosten inklusive.

## Leistungsfall
Voraussetzung der Eintrittspflicht der Rechtsschutzversicherung ist immer das Vorliegen eines Rechtsschutzfalles. Darunter versteht man „den tatsächlichen oder behaupteten Verstoß gegen Rechtspflichten“. Daher ist z. B. die vorbeugende Rechtsberatung noch nicht von der Versicherung erfasst.
Im Schadenersatz-Rechtsschutz bestimmt sich der Rechtsschutzfall nach dem Eintritt des Schadenereignisses, im Familien- und Erbrechtsschutz nach dem Ereignis, das die Änderung der Rechtslage zur Folge hat und im Strafrechtsschutz nach dem Zeitpunkt des Tatvorwurfes.
Die Versicherer prüfen darüber hinaus, ob die Rechtsverfolgung hinreichende Aussicht auf Erfolg bietet und ob dem Versicherten kein schuldhaftes Handeln zur Last gelegt wird. Meist wird im Rahmen einer Deckungsanfrage geprüft, ob der Rechtsstreit versichert ist.

## Versicherungs- und Leistungsarten
Rechtsschutzversicherungen sind heute in der Regel modular aufgebaut. Man kann sich also entscheiden, ob man ein Komplettpaket, das alle (angebotenen) Leistungsarten abdeckt, versichert, oder sich auf Versicherungsschutz für bestimmte Bereiche des Lebens beschränkt, wie z. B. auf den Verkehrs-Rechtsschutz, den Arbeits-Rechtsschutz oder den Wohnungs- und Grundstücks-Rechtsschutz. In der Praxis werden meist Leistungen zu übergeordneten Bausteinen zusammengefasst und in Produkte wie Privat-, Berufs- und Verkehrs-Rechtsschutz angeboten. Je nach Baustein sind dann die unten aufgeführten Leistungen enthalten. Es existieren aber auch abhängige Leistungen, welche nicht separat abgeschlossen werden können. So lässt sich z. B. kein Berufs-Rechtsschutz ohne einen Privat-Rechtsschutz abschließen. Der Grund hierfür liegt in der Wechselwirkung zwischen Privat- und Berufsleben. D. h. der Ursprung des Versicherungsfalls im Beruf kann im Privatbereich liegen und umgekehrt. Welche Risiken die Versicherung genau einschließt, ist den ARB zu entnehmen, die der Versicherungspolice beiliegen.
Häufig werden folgende Pakete angeboten:
- § 21 Abs. 3 ARB Verkehrs-Rechtsschutz für ein oder mehrere Fahrzeuge (Kennzeichen muss angegeben werden)
- § 21 Abs. 11 ARB Verkehrs-Rechtsschutz für alle Fahrzeuge der Familie
- § 22 ARB Fahrer-Rechtsschutz (für Fahrer von fremden Fahrzeugen)
- § 23 ARB Privat-Rechtsschutz für Selbständige
- § 24 ARB Berufs-Rechtsschutz für Selbständige, Rechtsschutz für Firmen und Vereine
- § 25 ARB Privat- und Berufsrechtsschutz für Nichtselbständige
- § 26 ARB Privat-, Berufs- und Verkehrs-Rechtsschutz für Nichtselbständige
- § 27 ARB Landwirtschafts- und Verkehrs-Rechtsschutz
- § 28 ARB Privat-, Berufs- und Verkehrs-Rechtsschutz für Selbständige
- § 29 ARB Rechtsschutz für Grundstückseigentum und Miete

Auf Grundlage der aktuellen Versicherungsbedingungen ARB 2002 werden in den verschiedenen Paketen folgende Leistungsarten angeboten:

### Schadensersatz-Rechtsschutz
Ausschließlich die Geltendmachung von Schadenersatzansprüchen ist versichert. Die Abwehr ist zum Teil über Haftpflichtversicherungen abgedeckt.
Beispiele
- Verkehrsunfall
- Sturz im Supermarkt
- Falschberatung beim Aktienkauf
- Schmerzensgeld wegen Beleidigung

### Arbeits-Rechtsschutz
Abgedeckt sind Streitigkeiten aus bestehenden Arbeits- und Dienstverhältnissen.
Beispiele
- Kündigung des Versicherungsnehmers
- fehlerhaft (oder gar nicht) ausgestelltes Arbeitszeugnis
- Nichtzahlung von Lohn/Gehalt
- Beihilfe-Streitigkeit eines Beamten
- Betriebsrentenstreitigkeiten

### Wohnungs- und Grundstücks-Rechtsschutz
Zunächst muss hier das betroffene Objekt nach seiner Nutzungsart versichert werden – handelt es sich um eine Mietwohnung, eine Eigentumswohnung, ein selbstgenutztes Einfamilienhaus oder um eine vermietete/verpachtete Einheit?
Nur dieses Risiko ist dann auch abgesichert, ist beispielsweise nur ein Mieter-Rechtsschutz abgeschlossen, dann ist eine Streitigkeit mit dem eigenen Untermieter aus dem Untermietvertrag nicht versichert.
Im Rahmen dieser Leistungsart können auch einzelne Garagen, Bootsanlegestege oder Dauercampingplätze abgesichert werden.
Beispiele
- Eigenbedarfskündigung des Vermieters
- Mietminderung wegen Mängeln
- Streitigkeiten mit der Wohnungseigentümergemeinschaft wegen der Wohngeldabrechnung
- Streitigkeiten mit den Nachbarn wegen Grenzbepflanzung
- aber auch Streitigkeiten mit der Stadt/der Gemeinde

### Rechtsschutz im Vertrags- und Sachenrecht
Streitigkeiten aus Verträgen und aus gesetzlichen Schuldverhältnissen sowie aus dinglichen Rechten an beweglichen Sachen sind hier abgedeckt.
Beispiele für Vertragsstreitigkeiten
- Gewährleistungsansprüche aus Kaufverträgen
- Streitigkeiten aus Darlehensverträgen
- Streitigkeiten mit dem Handy-Provider wegen der Rechnung

Beispiele für Streitigkeiten aus gesetzlichen Schuldverhältnissen
- GoA – Geschäftsführung ohne Auftrag (Sie lassen das Auto des Nachbarn abschleppen, um es vor dem Hochwasser zu retten, er zahlt die Abschleppkosten nicht)
- ungerechtfertigte Bereicherung (Sie überweisen versehentlich auf das falsche Konto, der Zahlungsempfänger zahlt nicht zurück)

Beispiele für Streitigkeiten aus dinglichen Rechten
- Herausgabe Ihres Eigentums (der 5-jährige Sohn verschenkt sein Fahrrad, der Beschenkte rückt es nicht mehr raus)

### Steuer-Rechtsschutz vor Gerichten
Hier ist nur die Klage vor einem deutschen Finanzgericht oder Verwaltungsgericht abgedeckt. Für den regelmäßig notwendigen vorausgehenden Einspruch besteht ebenso wenig Versicherungsschutz wie für eine Klage vor einem ausländischen Gericht.
Beispiele
- Werbungskosten werden bei der Einkommensteuererklärung nicht anerkannt
- die Gemeinde erhöhte die Kosten für die Abwasserentsorgung
- die Zollbehörden erheben Einfuhrzölle

### Sozialgerichts-Rechtsschutz
Auch hier besteht Versicherungsschutz nur für das gerichtliche Verfahren vor deutschen Sozialgerichten.
Beispiele
- Streitigkeiten aus der gesetzlichen Sozialversicherung – die Erwerbsminderungsrente wird nicht anerkannt, das Arbeitslosengeld II (Hartz IV) ist falsch berechnet, die DRV Bund oder ein Regionalträger der DRV übernimmt eine Reha-Maßnahme nicht; dem Schwerbehinderten wird die Eintragung von Merkzeichen oder die Erhöhung des Grades der Behinderung nicht anerkannt

### Verwaltungs-Rechtsschutz in Verkehrssachen
Alles rund um den Führerschein – Erteilung, Entzug, Einschränkungen, Auflagen etc.
WichtigSoll im Rahmen eines Straf- oder Ordnungswidrigkeitsverfahrens der Führerschein entzogen oder ein Fahrverbot verhängt werden, handelt es sich um eine Streitigkeit aus dem Straf-Rechtsschutz oder dem Ordnungswidrigkeiten-Rechtsschutz.
Bei Versicherungsverträgen, denen ältere Versicherungsbedingungen zu Grunde liegen, d. h. ARB vor 1994, besteht regelmäßig nur ein s. g. Führerschein-Rechtsschutz. Hier sind ausschließlich Streitigkeiten wegen der Wiedererteilung, Entzug und Einschränkung des Führerscheins versichert. Die Auflage, ein Fahrtenbuch zu führen, ist hier z. B. nicht versichert.

### Disziplinar- und Standes-Rechtsschutz
Gelten für den Versicherungsnehmer Disziplinarvorschriften (z. B. Beamte, Soldaten) oder standesrechtliche Vorschriften (z. B. Ärzte, Apotheker, Rechtsanwälte), sind die entsprechenden Verfahren im Rahmen dieser Leistungsart versichert.
Beispiele
- Ein Polizeibeamter kann wegen eines Vergehens in seiner Freizeit disziplinarrechtlich verfolgt werden.
- Dem Rechtsanwalt soll nach einer Beschwerde eines Mandanten die Zulassung entzogen werden.

### Straf-Rechtsschutz
Die Verteidigung in Strafverfahren ist nur eingeschränkt versichert. Hier wird zwischen verkehrsrechtlichen und nicht verkehrsrechtlichen Vergehen unterschieden.
Im Rahmen dieser Leistungsart kommt es entscheidend auf den Vorwurf an, der von den Ermittlungsbehörden erhoben wird. Bei verkehrsrechtlichen Vorwürfen besteht Versicherungsschutz, wenn der Versicherungsnehmer nicht wegen einer vorsätzlich begangenen Straftat verurteilt wird. Der Versicherer zahlt während des Verfahrens die anfallenden Gebühren und Vorschüsse. Wird der Versicherungsnehmer dann jedoch z. B. wegen einer vorsätzlich begangenen Unfallflucht verurteilt, ist er verpflichtet, alles an den Versicherer zurückzuzahlen. Eine Nötigung im Straßenverkehr (typisch ist der sogenannte Dränglerfall auf der Autobahn mit dichtem Auffahren) gilt dabei als verkehrsrechtliches Vergehen, auch wenn eine Nötigung auch außerhalb des Straßenverkehrs begangen werden kann. Eine nach einem verkehrsrechtlichen Vergehen dann folgende Beleidigung wäre dagegen eine eigene Straftat, die nicht in direktem Zusammenhang mit dem Straßenverkehr steht und deshalb vom Verkehrsrechtsschutz nicht umfasst ist.
Bei nicht verkehrsrechtlichen Vorwürfen besteht nur für Vergehen Versicherungsschutz, die auch dann bestraft werden, wenn sie fahrlässig begangen werden. Wird eine Tat vorgeworfen, die nach dem Strafgesetzbuch nur bei vorsätzlicher Begehungsweise bestraft wird, oder wird ein Verbrechen vorgeworfen, besteht kein Versicherungsschutz. Der Versicherer prüft nicht, ob die Tat begangen wurde. Auch der Ausgang des Verfahrens ändert nichts an der Entscheidung. Wird beispielsweise das Strafverfahren wegen Beleidigung eingestellt, besteht trotzdem kein Versicherungsschutz.
Beispiele für versicherte Vorwürfe
- fahrlässige Körperverletzung
- viele Tatbestände des Betäubungsmittelgesetzes und des Waffengesetzes

Beispiele für nicht versicherte Vorwürfe
- vorsätzliche Körperverletzung
- Beleidigung
- Diebstahl
- Mord
- Totschlag
- Nötigung
- Nachstellung

### Spezial-Straf-Rechtsschutz
Der Spezial-Straf-Rechtsschutz ist von den Rechtsschutz-Versicherern konzipiert, um eine möglichst frühzeitige und endgültige Beendigung von Strafverfahren zu erreichen.
Der Spezial-Straf-Rechtsschutz bietet deshalb die finanziellen Mittel um:
- spezialisierte Rechtsanwälte mit der umfassenden Verteidigung zu beauftragen,
- den Strafvorwurf von Vorsatzdelikten einzuschließen, solange keine rechtskräftige Verurteilung wegen Vorsatz erfolgt,
- gutachterliche Stellungnahmen zu finanzieren, die nicht erst durch ein Gericht, sondern bereits im Vorfeld von der Verteidigung veranlasst worden sind.

Der Unterschied des Spezial-Straf-Rechtsschutzes zum allgemeinen Straf-Rechtsschutz besteht darin, dass bei Letzterem in der Regel nur dann Versicherungsschutz besteht, wenn dem Versicherungsnehmer eine fahrlässig begangene Straftat in Form eines Vergehens vorgeworfen wird.

### Ordnungswidrigkeiten-Rechtsschutz
Die Kosten der Verteidigung im Ordnungswidrigkeiten- bzw. Bußgeldverfahren werden übernommen. Hier besteht sogar für vorsätzlich begangene Taten Rechtsschutz.
Beispiele
- Geschwindigkeitsübertretung
- Rotlichtverstoß
- Lärmbelästigung
- Gurtpflicht

AusnahmeVerfahren wegen Halte- und Parkverstößen sind nicht versichert (Risikoausschluss).

### Beratungsrechtsschutz
Ändert sich die Rechtslage des Versicherten im Bereich des Familienrechts, Lebenspartnerschaftsrechts oder Erbrechts, werden die Kosten der anwaltschaftlichen Beratung übernommen.
Rechtsschutz für eine außergerichtliche oder gerichtliche Tätigkeit besteht regelmäßig nicht. Häufig entfällt auch Rechtsschutz für die bereits durchgeführte Beratung, wenn der Anwalt weiter tätig wird.
Beispiele
- Trennung/Ehescheidung
- Geburt eines Kindes
- Tod eines Verwandten

Die Regelung des eigenen Erbes, also die Erstellung eines Testamentes, ist mangels eingetretener Änderung der Rechtslage nicht versichert. Genauso wenig besteht Kostenschutz, wenn sich der Versicherte beraten lassen will, ob der reiche Erbonkel noch zu Lebzeiten sein Testament ändern darf. Es muss also zunächst der Todesfall abgewartet werden.

### Opfer-Rechtsschutz
Hier besteht Rechtsschutz für die aktive Strafverfolgung von Straftätern. In den Versicherungsbedingungen werden die Straftaten, die dem Täter vorgeworfen werden müssen, genau bezeichnet.
Häufig besteht Versicherungsschutz für eine Nebenklage. Hier kann sich der Versicherungsnehmer sozusagen an eine Anklage des Staatsanwalts anschließen und selbst zur Bestrafung des Täters beitragen.
Das Opfer ist auch im Rahmen des Täter-Opfer-Ausgleichs versichert. Der Täter versucht hier, die Tat wiedergutzumachen.
Auch die Kosten des Verletztenbeistands werden übernommen.

### Rechtsschutz in Unterhaltssachen
Bei strittigem Unterhalt, z. B. bei angeblichen Vaterschaften, übernimmt bei Zuständigkeit eines deutschen Familiengerichts der Versicherer die Kosten für Anwälte und Gerichte bis zu einer bestimmten Höhe (30.000 €). Selbstbeteiligung hier 500 €, Wartezeit ein Jahr.

### Rechtsschutz in Ehesachen
Versichert ist das Wahren der rechtlichen Interessen z. B. wegen Scheidung oder Scheidungsfolgesachen vor einem deutschen Familiengericht. Versicherungsschutz erhalten sowohl der Versicherungsnehmer als auch sein Ehegatte. Selbstbeteiligung hier 500 €, maximal 30.000 € Versicherungssumme pro Rechtsschutzfall, drei Jahre Wartezeit.
Im Gegensatz zu Deutschland sind in Österreich Ehescheidungssachen und damit in ursächlichem Zusammenhang stehende Streitigkeiten sowie Rechtsstreitigkeiten zwischen Eltern und unehelichen Kindern, sofern der Eintritt des Versicherungsfalls innerhalb eines Jahres nach der Auflösung der häuslichen Gemeinschaft eintritt, nicht versichert.

## Leistungsausschlüsse
Eine Rechtsschutzversicherung deckt nicht die Kosten aller Streitigkeiten ab.
Zum einen muss die Streitigkeit einer der versicherten Leistungsarten zugeordnet werden können. Ist dies nicht möglich, besteht kein Rechtsschutz (Beispiel: Streitigkeit aus dem Schulrecht). In § 3 ARB ist darüber hinaus eine Reihe von Risikoausschlüssen genannt.
Hier sollen nur einige der am häufigsten vorkommenden Ausschlüsse genannt werden:
- Die Abwehr von Schadensersatzansprüchen ist genauso wenig versichert wie die aktive Strafverfolgung (Ausnahme: der genannte Opfer-Rechtsschutz).
- Streitigkeiten mit dem eigenen Rechtsschutzversicherer sind genauso ausgeschlossen wie Klagen vor dem Verfassungsgericht oder vor internationalen Gerichtshöfen.
- Streitigkeiten, die in ursächlichem Zusammenhang mit Spiel- (hierzu: LG Karlsruhe, Urteil vom 28. April 2006, Az. 9 S 374/05) oder Wettverträgen, Gewinnzusagen, Termin- oder vergleichbaren Spekulationsgeschäften sowie dem Ankauf, der Veräußerung, der Verwaltung von Wertpapieren (z. B. Aktien, Rentenwerte, Fondsanteile), Wertrechten, die Wertpapieren gleichstehen, Beteiligungen (z. B. an Kapitalanlagemodellen, stille Gesellschaften, Genossenschaften) und deren Finanzierung, werden laut § 3 Abs. 2 lit. f ARB 2010 nicht abgedeckt.
- In der Regel kommt der Baurisikoausschluss zum Tragen (§ 3 Abs. 1 lit. d ARB). Vereinfacht gesagt ist alles, was in Zusammenhang mit einer Baumaßnahme steht, ausgeschlossen. Beispiele: Neubau eines Hauses (Streit mit Nachbarn, Handwerker, Stadt), Kauf einer neuen Eigentumswohnung (Streit mit Bauträger oder Makler), Umbaumaßnahmen (Streit wegen der Baugenehmigung), Finanzierung (Streit mit Banken, Bausparkasse).
- Leistungsausschluss für Kosten, die im Zusammenhang mit einer einverständlichen Erledigung entstanden sind, soweit sie nicht dem Verhältnis des vom Versicherungsnehmer angestrebten Ergebnisses zum erzielten Ergebnis entsprechen (AG Wiesbaden, Urteil vom 16. Dezember 2010, Az. 93 C 4000/10).

Einigen Ausschlussklauseln ist die Rechtsprechung entgegengetreten und hat diese gegrenzt:
- ein Leistungsausschluss bei erstmaliger Geltendmachung nach mehr als drei Jahren nach Beendigung des Versicherungsvertrages ist nur wirksam, wenn dem Versicherungsnehmer an dem Fristversäumnis kein Verschulden trifft[5]

Die Frage, welche Streitigkeiten von den in der Regel abstrakt formulierten Leistungsausschlüssen erfasst sind und welche nicht, beschäftigt regelmäßig die Gerichte. Das Magazin Finanztest der Stiftung Warentest hat 156 veröffentlichte Gerichtsverfahren aus dem Zeitraum 2012 bis 2017 zwischen rechtsschutzversicherten Verbrauchern und Rechtsschutzversicherern untersucht. In 32 der 156 Prozesse wurde um die Auslegung solcher Ausschlussklauseln gestritten. 19 Mal gewann der Kunde, 13 Mal der Versicherer.
Ein Deckungsprozess, also die Klage gegen die eigene Rechtsschutzversicherung, ist für den Versicherungsnehmer riskant. Denn die Deckungsklage gehört nicht zum Versicherungsumfang der Rechtsschutzversicherung. Der Kunde trägt also das Risiko, bei einer Niederlage die Gerichts- und Anwaltskosten selbst tragen zu müssen. Damit hat er ein Prozesskostenrisiko, das er mit Abschluss der Rechtsschutzversicherung eigentlich vermeiden wollte. 
Rechtsschutzversicherten, die dieses Risiko scheuen und dennoch gegen die Deckungsablehnung ihrer Versicherung vorgehen wollen, rät die Stiftung Warentest zur Beschwerde bei der außergerichtlichen Verbraucherschlichtungsstelle Versicherungsombudsmann e. V. in Berlin. Das Schlichtungsverfahren ist für Verbraucher kostenfrei. Der Schlichter kann die Rechtsschutzversicherung, wenn sie Mitglied dieser privaten Schlichtungsstelle ist, bis zu einem Beschwerdewert von 10.000 € zur Deckung verpflichten. Bis zu einem Beschwerdewert von 100.000 € spricht er eine unverbindliche Empfehlung aus, die der Rechtsschutzversicherer annehmen oder ablehnen kann. Beim Beschwerdewert handelt es sich um die zu erwartenden Anwalts- und Gerichtskosten in der ersten Gerichtsinstanz. Die ADAC Rechtsschutz Versicherung ist als einziger Rechtsschutzversicherer nicht Mitglied der Schlichtungsstelle. Für Rechtsschutzversicherte ist der Schlichtungsvorschlag nie verbindlich, so dass sie einen Schlichtungsvorschlag auch ablehnen und danach noch Klage gegen die Versicherung einreichen können.

## Wartezeit
Versicherungsgesellschaften fordern grundsätzlich auch eine Wartezeit, da besondere Gefahrumstände als auch ein verdecktes Risiko auftreten kann. Dabei erfolgt eine prinzipielle Zeitspanne von drei Monaten nach Abschluss des Vertrages. Nicht im Leistungsumfang stehen Rechtsstreitigkeiten, die sich vor dem Zeitpunkt des Versicherungsbeginns ereignet haben. Eine dreimonatige Frist gilt bei folgenden Rechtsgebieten:
- Arbeitsrecht
- Steuerrecht
- Sozialrecht
- Vertragsrecht
- Mietrecht

Bei einer Vorversicherung sowie im Bereich Straf- und Verkehrsrecht wird auf eine Wartezeit üblicherweise verzichtet.
Folgende Leistungsbausteine einer Rechtsschutzversicherung können ohne Wartezeit abgeschlossen werden:
- Strafrechtsschutz
- Schadenersatz-Rechtsschutz
- Ordnungswidrigkeiten-Rechtsschutz
- Standes- und Disziplinarrechtsschutz
- Beratungsrechtsschutz für Erbrecht, Familienrecht und Lebenspartnerschaftsrecht

## Rechtsgrundlagen
Basis der Rechtsschutzversicherung sind die Allgemeinen Rechtsschutzbedingungen (ARB). Der Gesamtverband der Deutschen Versicherungswirtschaft veröffentlicht Musterbedingungen, die von den Mitgliedsunternehmen üblicherweise übernommen werden.
Aufgrund gesetzlicher Vorgaben darf kein Rechtsschutzversicherer gleichzeitig in einer anderen (Versicherungs-)sparte tätig sein. Hintergrund ist zum einen der Ausschluss in den ARB, dass kein Versicherungsschutz gegen den Rechtsschutzversicherer gewährt wird und zum anderen, dass keine Mischkalkulation zwischen den einzelnen Sparten betrieben werden darf.
Auch wenn große Rechtsschutzunternehmen unter dem gleichen Namen auf dem Markt auftreten wie die zum Konzern gehörenden Lebens- und Kompositversicherer, oder ihren Tarif auf derselben Police mit der Hausratversicherung anbieten, so ist dennoch die Rechtsschutzversicherung eine rechtlich eigenständige Unternehmung.

## Beendigung des Vertrages
Im Gegensatz zu anderen Sachversicherungen darf der Versicherer bei einer Rechtsschutzversicherung nicht direkt nach einem Schadensfall außerordentlich kündigen. Dies ist nur nach einem zweiten Schaden innerhalb eines Jahres möglich. Eine ordentliche Kündigung ist jährlich zum Ablauf des Versicherungsjahres möglich.

## Rechtsschutzversicherungen im Test
Im Test von Rechtsschutzpaketen für Nichtselbstständige (November 2014) kommt die Stiftung Warentest zum Ergebnis, dass 22 der getesteten 55 Pakete „gut“ seien. Sie geht davon aus, dass Rechtsschutzangebote angesichts der im Jahr 2013 erhöhten Vergütungen für Rechtsanwälte durch Änderungen im Rechtsanwaltsvergütungsgesetz weiter attraktiv für Kunden bleiben. Auf den offenbar immer noch verbreiteten Irrtum, dass eine Rechtsschutzpolice bei allen erdenklichen Streitigkeiten zahlen würde, reagierte die Stiftung Warentest mit Veröffentlichung einer Übersicht zum sogenannten Basisschutz. Diese zeigt, welche Streitigkeiten in einzelnen Lebensbereichen versichert sind und welche nicht. Ergänzend wurden wenige Monate später typische Ausreden von Versicherern, die den Schutz verweigern wollen, sowie die Möglichkeiten, darauf zu reagieren, veröffentlicht. In der Literatur werden sowohl die falsche Behauptung angeblicher Deckungsausschlüsse als auch die ungerechtfertigte Kürzung von Gebührenansätzen kritisiert. Nicht nur die in den Allgemeinen Rechtsschutzbedingungen geregelten Deckungsein- und -ausschlüsse mit den dafür zu zahlenden Prämien, sondern die tatsächliche Regulierungspraxis der Rechtsschutzversicherer ist entscheidend dafür, ob es sich um eine gute oder schlechte Rechtsschutzversicherung handelt.
In ihrer Untersuchung im Januar 2012 kam die Stiftung Warentest bei einem Vergleich von kombinierten Versicherungen für Privat-, Berufs- und Verkehrsrechtsschutz inklusive Mietrechtsschutz bereits zum Ergebnis, dass die Versicherer mehr gute Rechtsschutztarife bieten würden, aber selbst die besten Angebote nicht bei jedem Streit helfen. Die Versicherungsbedingungen seien gespickt mit Leistungsausschlüssen. Die besten Versicherungspakete kosteten zwischen etwa 350 und 400 € im Jahr, es gibt aber auch deutlich günstigere Angebote für unter 250 € im Jahr, die kaum schlechter sind. Verkehrsrechtsschutz und Mietrechtsschutz seien einzeln oft für unter 100 € pro Jahr zu haben. Im Vergleich zum vorangegangenen Test im Jahr 2009 fand die Stiftung Warentest 2012 mehr Tarife, in denen wenigstens zum Teil Anwalts- und Gerichtskosten von Streitigkeiten rund um Kapitalanlagen versichert waren. Als relativ neu wurde das Angebot beschrieben, dass die Versicherer eine Mediation bezahlen. Ein Mediator hilft hierbei als neutrale Person, einen Streit ohne Gericht beizulegen.

## Geschichte
Die Rechtsschutzversicherung ist ein noch junger Zweig der Privatversicherung. Jedoch gab es erste Vorläufer bereits im Mittelalter in Form genossenschaftlicher Rechtsverfolgung durch Gilden und Zünfte.
Im 19. Jahrhundert entstanden dann Interessenverbände und Schutzvereine (z. B. Gewerkschaften, Arbeitgeberverbände, Bauernvereine, Kreditschutzverbände, Haus- und Grundbesitzervereine). Unter anderem gehörte zu deren Leistungsspektrum, den Mitgliedern Rechtsrat oder Rechtshilfe zu gewähren sowie das Angebot für die Mitglieder Schriftwechsel oder Verhandlungen zu führen.
Nach dem Zweiten Weltkrieg hat die Rechtsschutzversicherung sprunghaft an Bedeutung gewonnen. Hierzu hat der Gesetzgeber beigetragen, indem zum einen mit dem Rechtsberatungsgesetz die Möglichkeiten der Verbände zur Rechtsberatung eingeschränkt wurden und ab 1952 ein so genannter aktiver Schadenersatzrechtsschutz versicherbar und der Strafrechtsschutz eingeführt wurde.
Ein wichtiger Meilenstein war die Liberalisierung des Versicherungsmarktes im Jahr 1994. In diesem Jahr kamen neue Rechtsschutzbedingungen (ARB 94) auf den Markt und die Vorabgenehmigung der ARB durch das Aufsichtsamt entfiel.